# Cơm jollof
Jollof (/dʒəˈlɒf/), hoặc cơm jollof, là một món cơm có nguồn gốc từ khu vực Tây Phi. Món ăn thường được chế biến với gạo, cà chua và tương cà chua, ớt, hành tây, gia vị và đôi khi là các loại rau và/hoặc thịt, hải sản khác trong một nồi duy nhất, mặc dù nguyên liệu và phương pháp chế biến lại phụ thuộc vào từng khu vực khác nhau. Nguồn gốc của món ăn được bắt nguồn từ vùng Senegambia.
Sự khác biệt theo khu vực là nguồn gốc của sự cạnh tranh giữa các quốc gia Tây Phi, đặc biệt là Nigeria và Ghana, xem phiên bản của quốc gia nào là ngon nhất; trong những năm 2010, điều này đã phát triển thành một cuộc cạnh tranh thân thiện được gọi là "Cuộc chiến Jollof".
Tại các nước nói tiếng Pháp ở Tây Phi, một biến thể của món ăn được gọi là riz au gras.

## Lịch sử ra đời
Nguồn gốc của món ăn không rõ ràng. Nhà nghiên cứu về lịch sử của ẩm thực Tây Phi, Fran Osseo-Asare ghi nhận một món ăn tương tự ở vùng Senegambia được cai trị bởi Đế chế Wolof hay Đế chế Jolof vào thế kỷ 14, trải dài trên nhiều phần của Sénégal, Gambia và Mauritanie ngày nay, những nơi trồng lúa, và được gọi là thieboudienne hoặc thiebou djeun, trong đó có gạo, cá, động vật có vỏ và rau. Nếu được làm bằng thịt, nó được gọi là cheeb u yapp.
Nhà sử học nông nghiệp và thực phẩm James C. McCann suy đoán rằng khó có khả năng món ăn này đã lan truyền một cách tự nhiên từ Sénégal đến phạm vi hiện tại của nó vì sự lan truyền văn hóa tương tự không được thấy trong "các mô hình ngôn ngữ học, lịch sử hoặc chính trị". Thay vào đó, ông đề xuất rằng món ăn này sẽ lan rộng đến đế quốc Mali, đặc biệt là các thương nhân Djula đã phân tán rộng rãi đến các trung tâm thương mại và đô thị trong khu vực, mang theo nghệ thuật kinh tế "rèn, tiếp thị quy mô nhỏ và nông học lúa gạo", cũng như Hồi giáo.
Marc Dufumier, một giáo sư danh dự của ngành nông học, đề xuất một nguồn gốc gần đây hơn cho món ăn này, có thể chỉ xuất hiện do hệ quả của việc khuyến khích thâm canh đậu phộng ở miền trung Sénégal cho ngành công nghiệp dầu mỏ của Pháp, và nơi mà diện tích trồng các mặt hàng chủ lực như kê và lúa miến truyền thống bị giảm tương xứng đã được bù đắp bằng việc nhập khẩu gạo tấm từ Đông Nam Á. Điều này khiến các đầu bếp địa phương không còn lựa chọn nào khác ngoài việc sử dụng sản phẩm còn xa lạ lúc bấy giờ.
Việc sử dụng cà chua, tương cà chua ở Tân Thế giới, ớt (ớt chuông, ớt, ớt bột), bột cà ri Ấn Độ, cỏ xạ hương Địa Trung Hải và các loại gạo châu Á, có thể giới hạn nguồn gốc của món ăn hiện tại không sớm hơn thế kỷ 19, không có bằng chứng nào về các nguyên liệu được trồng tại địa phương hoặc nhập khẩu trước thời kỳ này. Ở Sénégal, dân gian truyền miệng ghi nhận Penda Mbaye, một đầu bếp tại dinh thự của một trong những nhà cai trị thuộc địa ở Saint-Louis, là người đã tạo ra món ăn này khi cô hết lúa mạch và lấy gạo thay thế.

## Phạm vi địa lý và các biến thể
Cơm jollof là một trong những món ăn phổ biến nhất ở Tây Phi. Có một số khác biệt theo vùng về tên gọi và thành phần; ví dụ: ở Mali, nó được gọi là zaamè trong tiếng Bambara. Tên phổ biến nhất của món ăn là Jollof bắt nguồn từ tên của người Wolof, 
mặc dù ở Sénégal và Gambia, món ăn này được gọi bằng tiếng Wolof là ceebu jën hoặc benachin. Ở những vùng nói tiếng Pháp, nó được gọi là riz au gras. Bất chấp sự khác biệt, món ăn này "có thể hiểu được lẫn nhau" giữa các vùng và đã trở thành món ăn châu Phi được biết đến nhiều nhất bên ngoài lục địa. Nó được tìm thấy trên khắp thế giới, ở bất cứ nơi mà cộng đồng người nhập cư Tây Phi phát triển.

## Nguyên liệu và chuẩn bị

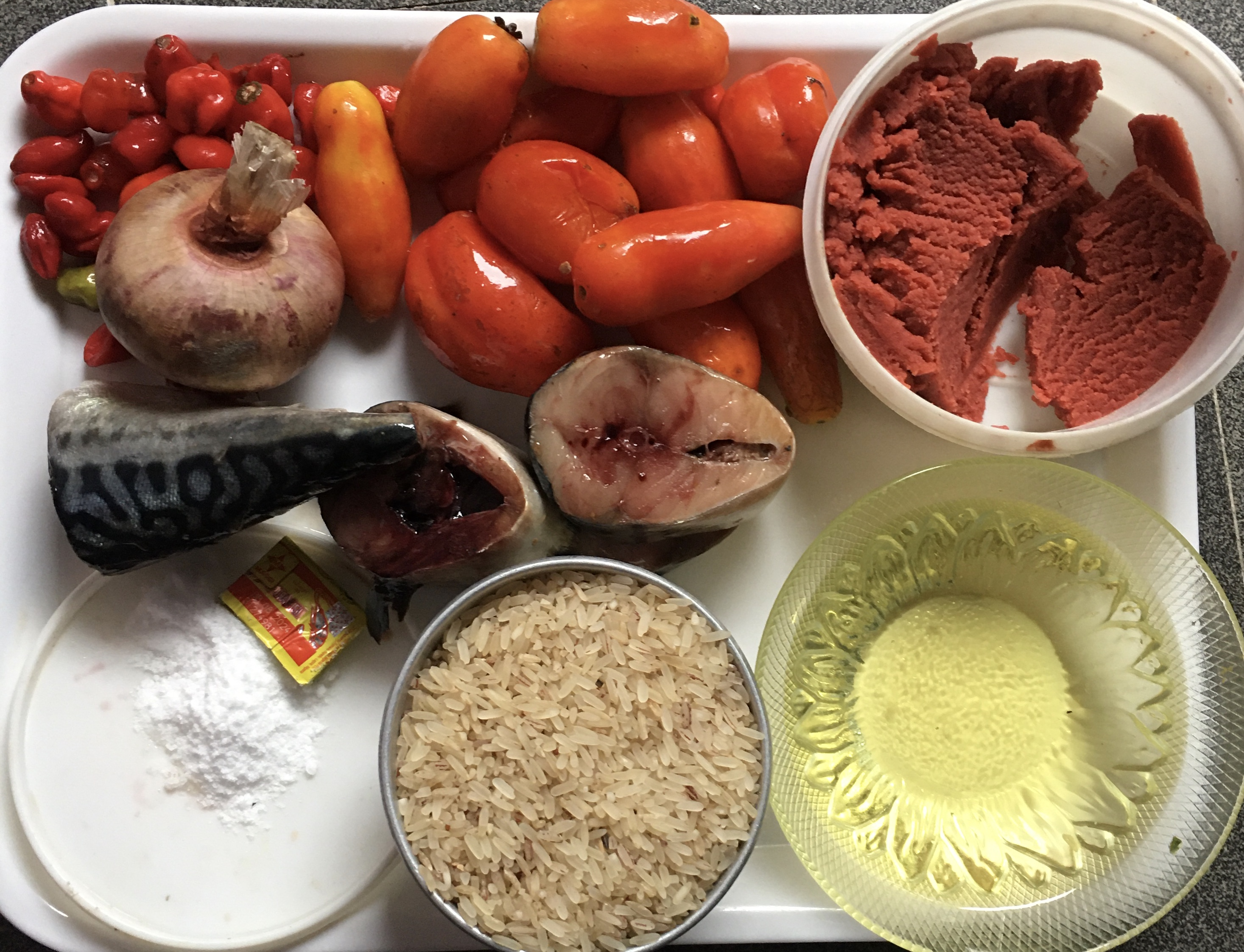
Những nguyên liệu điển hình cho món cơm jollof ăn kèm với cá, theo chiều kim đồng hồ từ trên cùng bên trái: ớt, cà chua, tương cà chua, dầu đậu phộng, gạo, muối, viên nước dùng, cá, hành tây

Cơm jollof truyền thống bao gồm gạo, dầu ăn, cà chua, hành tây, ớt và thường là sự kết hợp của các thành phần khác như tương cà chua, ớt chuông, tỏi, gừng, cỏ xạ hương, bột cà ri, hạt selim và viên nước dùng hoặc nước kho; công thức nấu ăn khác nhau tùy theo từng quốc gia. Thịt gà, gà tây, thịt bò, thịt cừu hoặc cá thường được nấu cùng hoặc ăn kèm với món ăn. Ở một số nước, các loại rau khác như bắp cải hoặc cà rốt cũng được thêm vào.
Một số công thức nấu ăn yêu cầu gạo hạt dài, một số dùng gạo hạt ngắn, một số dùng gạo tấm, một số khác gạo đồ. Thông thường, cà chua, tương cà, hành tây và ớt được xào trong dầu và ninh thành nước sốt để nấu cơm.

## Cuộc chiến Jollof

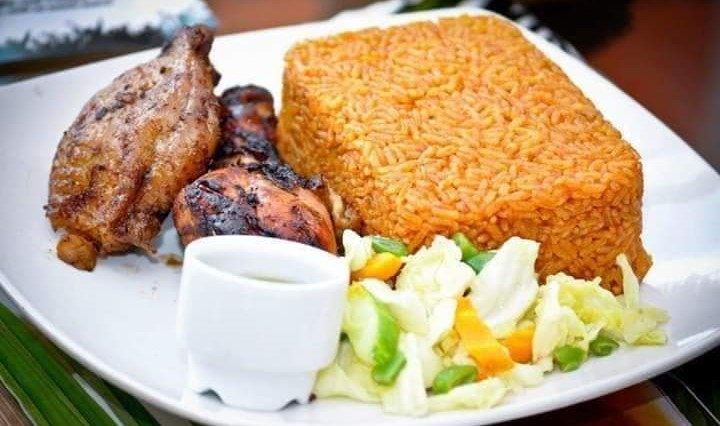
Hình ảnh một dĩa cơm Jollof

Các quốc gia Tây Phi thường có ít nhất một dạng biến thể của món ăn, tại Ghana, Nigeria, Sierra Leone, Liberia và Cameroon đặc biệt cạnh tranh về loại nào quốc gia tạo ra ngon nhất. Vào giữa những năm 2010, điều này đã mở rộng thành "Cuộc chiến Jollof".
Sự cạnh tranh về chủ nghĩa ẩm thực đặc biệt nổi bật giữa Nigeria và Ghana. Năm 2016, Sister Deborah phát hành bài hát "Ghana Jollof", bài hát chê bai phiên bản Nigeria và người Nigeria vì tự hào về phiên bản của họ. Ngay sau đó, một cuộc ẩu đả về nguồn cung cấp jollof không đủ tại một cuộc biểu tình chính trị ở Ghana đã làm dấy lên những lời chế nhạo thích thú nhắm vào người Ghana của người Nigeria.
Điều đặc biệt nhạy cảm trong cộng đồng làm cơm jollof là việc đưa vào các thành phần phi truyền thống, được xác định theo từng quốc gia và được coi là làm cho jollof trở nên không còn thuần túy. Vào năm 2014, một công thức do Jamie Oliver phát hành bao gồm cà chua bi, rau mùi, chanh và rau mùi tây, không có nguyên liệu nào được sử dụng trong bất kỳ công thức truyền thống nào. Điều đó đã gây ra phản ứng phẫn nộ đến mức ekip của Oliver phải đưa ra tuyên bố.

## Biến thể địa phương

### Ghana

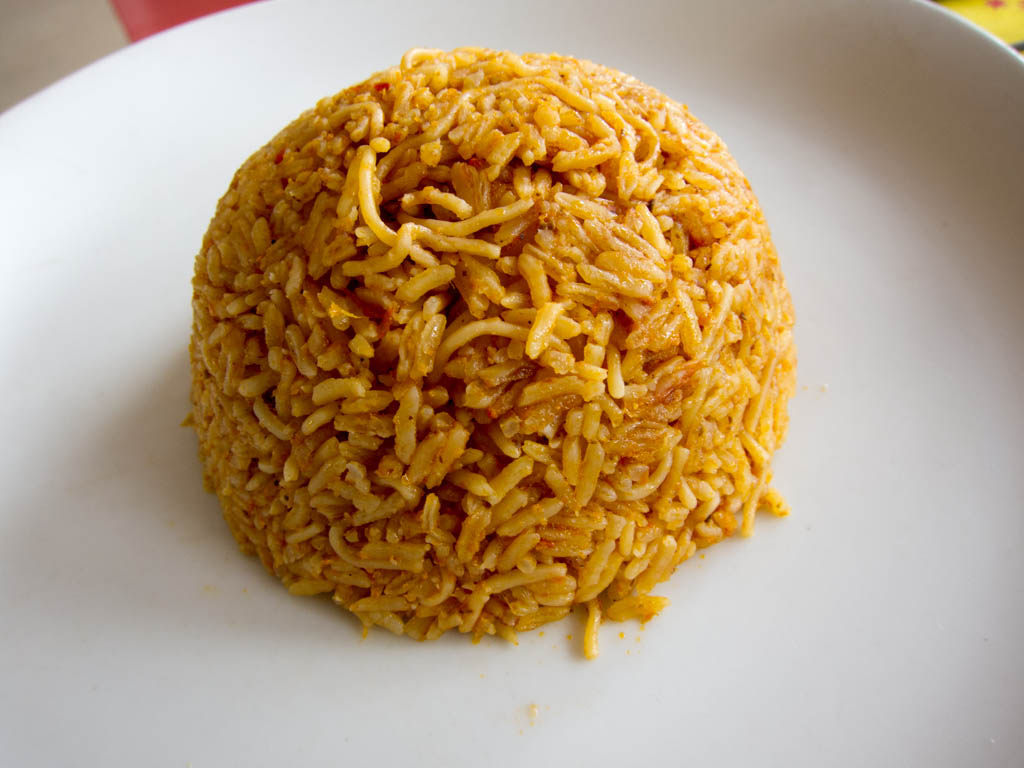
Cơm Jollof kiểu Ghana

Cơm jollof kiểu Ghana được làm từ dầu thực vật, hành tây, gừng, tỏi, đinh hương, ớt, tương cà chua, thịt bò hoặc thịt dê hay thịt gà (đôi khi xen kẽ với rau trộn), gạo địa phương hoặc gạo tinh luyện, điển hình là gạo thơm và tiêu đen. Cơm jollof kiểu Ghana thường không bao gồm bất kỳ loại rau lá xanh nào.
Phương pháp nấu cơm jollof của người Ghana bắt đầu bằng việc sơ chế thịt bò hoặc thịt gà bằng cách nêm gia vị và hấp với gừng, hành và tỏi xay nhuyễn rồi chiên cho đến khi chín hẳn. Sau đó, các nguyên liệu còn lại được nấu cùng nhau, bắt đầu từ hành tây, hạt tiêu, tương cà chua, cà chua và gia vị. Sau khi tất cả các đã được nấu xong, cơm sẽ được thêm vào và nấu cho đến khi bữa ăn được chuẩn bị xong. Chúng thường được phục vụ với chuối và các món ăn phụ gồm thịt bò, thịt gà, cá chiên tẩm gia vị hoặc rau trộn.
Cơm jollof ở Ghana cũng được phục vụ cùng với shito, một loại hạt tiêu phổ biến có nguồn gốc từ Ghana, và salad trộn trong các bữa tiệc và các nghi lễ khác.

### Liberia
Cơm jollof ở Liberia hiếm khi bao gồm hải sản.

### Nigeria

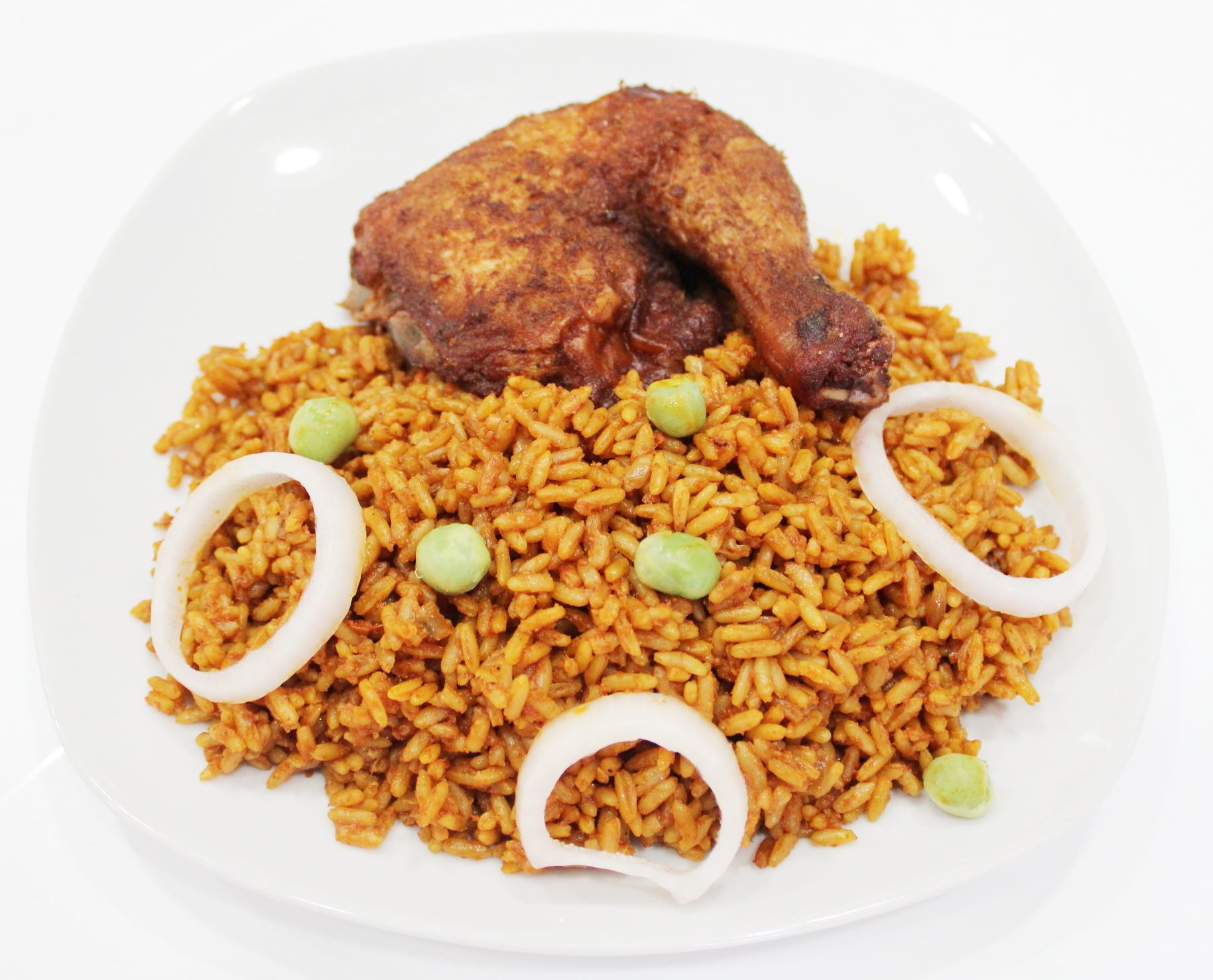
Cơm jollof Nigeria ăn kèm với gà rán

Mặc dù có sự khác biệt đáng kể, nhưng đặc điểm cơ bản của cơm jollof Nigeria bao gồm gạo hạt dài (bao gồm cả gạo basmati sella vàng), cà chua và/hoặc tương cà chua, hành tây, hạt tiêu (ớt, rượu scotch nắp ca-pô và ớt chuông), dầu thực vật, nước luộc thịt hoặc nước dùng và hỗn hợp các thành phần bổ sung khác nhau, bao gồm húng tây, lá nguyệt quế, bột cà ri, tiêu trắng, (một lượng nhỏ) hạt nhục đậu khấu và viên nước kho. Gạo chuyển đổi, có thể lần lượt tồn tại ở dạng gạo đồ hạt dài tiêu chuẩn (thường được dán nhãn là easy-cook ở Vương quốc Anh) hoặc gạo basmati Golden Sella (được luộc tương tự và đã trở nên đặc biệt được sử dụng phổ biến ở Vương quốc Anh, ngày càng phổ biến kể từ năm 2006) là loại thích hợp nhất để nấu cơm một nồi ở Nigeria, vì nó không bị nhão.
Chất lượng quan trọng của gạo dùng để nấu các công thức cơm của Nigeria, bao gồm cả jollof, đó là gạo đồ. Quyết định sử dụng bất kỳ nhãn hiệu nào trong số vô số nhãn hiệu gạo đồ hạt dài thông thường/gạo dễ nấu (ví dụ: Tolly Boy, Veetee, Village Pride, Tropical Sun, Mama Pride, Uncle Ben's, Royal Stallion, Carolina Gold) hay Golden Sella với gạo đồ basmati (còn có nhãn hiệu phụ, ví dụ: Asli, Tilda) chỉ là vấn đề về sự sẵn có, sự tiện lợi và/hoặc sở thích cá nhân và trạng thái phụ của một hoặc nhóm ngũ cốc kia là hạt dài thông thường hoặc gạo basmati dài -hạt hoàn toàn không liên quan. Điều quan trọng là nó là gạo đồ (tức là luộc một phần vỏ trấu khi chế biến). Tuy nhiên, gạo Sella basmati được coi là có tính thẩm mỹ cao hơn đối với một số người.
Hầu hết các nguyên liệu đều được nấu trong một nồi, trong đó nước luộc thịt hoặc nước dùng đậm đà cùng cà chua và tiêu xay làm nền đặc trưng. Sau đó, gạo được thêm vào và để nấu trong chất lỏng.
Sau đó, món ăn này được phục vụ với các loại thực phẩm protein tùy chọn (theo lý thuyết có thể là bất kỳ loại thịt nào nhưng thường là thịt bò, gà tây, gà hoặc cá lù đù; ít phổ biến hơn là thịt cừu, thịt lợn, v.v.) và rất thường xuyên với chuối mễ chiên, moi-moi, rau củ quả hấp, coleslaw, salad trộn, v.v.

### Sierra Leone
Món ăn này được biết đến ở Sierra Leone, nơi có thể không dùng dầu cọ đỏ mà thay vào đó là tương cà chua, giống như phần còn lại ở khu vực Tây Phi.

## Riz au gras
Tại các quốc gia nói tiếng Pháp ở Tây Phi, bao gồm Bénin, Burkina Faso, Guinea, Guiné-Bissau, Bờ Biển Ngà, Niger và Togo, có một biến thể gọi là riz gras hoặc riz au gras, tạm dịch là "cơm béo", ám chỉ loại gạo hạt ngắn thường được dùng trong món ăn. Riz gras thường bao gồm các loại rau bổ sung như cà tím, cà rốt và/hoặc bắp cải.

## Tầm quan trọng về văn hóa và phổ biến trên toàn thế giới
Jollof có tầm quan trọng về mặt văn hóa ở phần lớn khu vực Tây Phi đến mức người ta thường nói: "Một bữa tiệc không có Jollof chỉ là một cuộc họp". Ở Nigeria, thuật ngữ "See Jollof" có nghĩa là "xem cuộc vui đang diễn ra như thế nào" theo nhà nghiên cứu lịch sử ẩm thực Nigeria, Ozoz Sokoh.
Kể từ những năm 2010, phương Tây ngày càng quan tâm đến ẩm thực Tây Phi. Lễ hội ẩm thực Jollof được tổ chức hàng năm ở Washington, D.C. và Toronto. "Ngày Jollof Thế giới" đã được tổ chức từ năm 2015 vào ngày 22 tháng 8, thu hút sự chú ý trên các nền tảng mạng xã hội. Vào ngày 3 tháng 11 năm 2022, món ăn này đã được vinh danh trên Google Doodle.

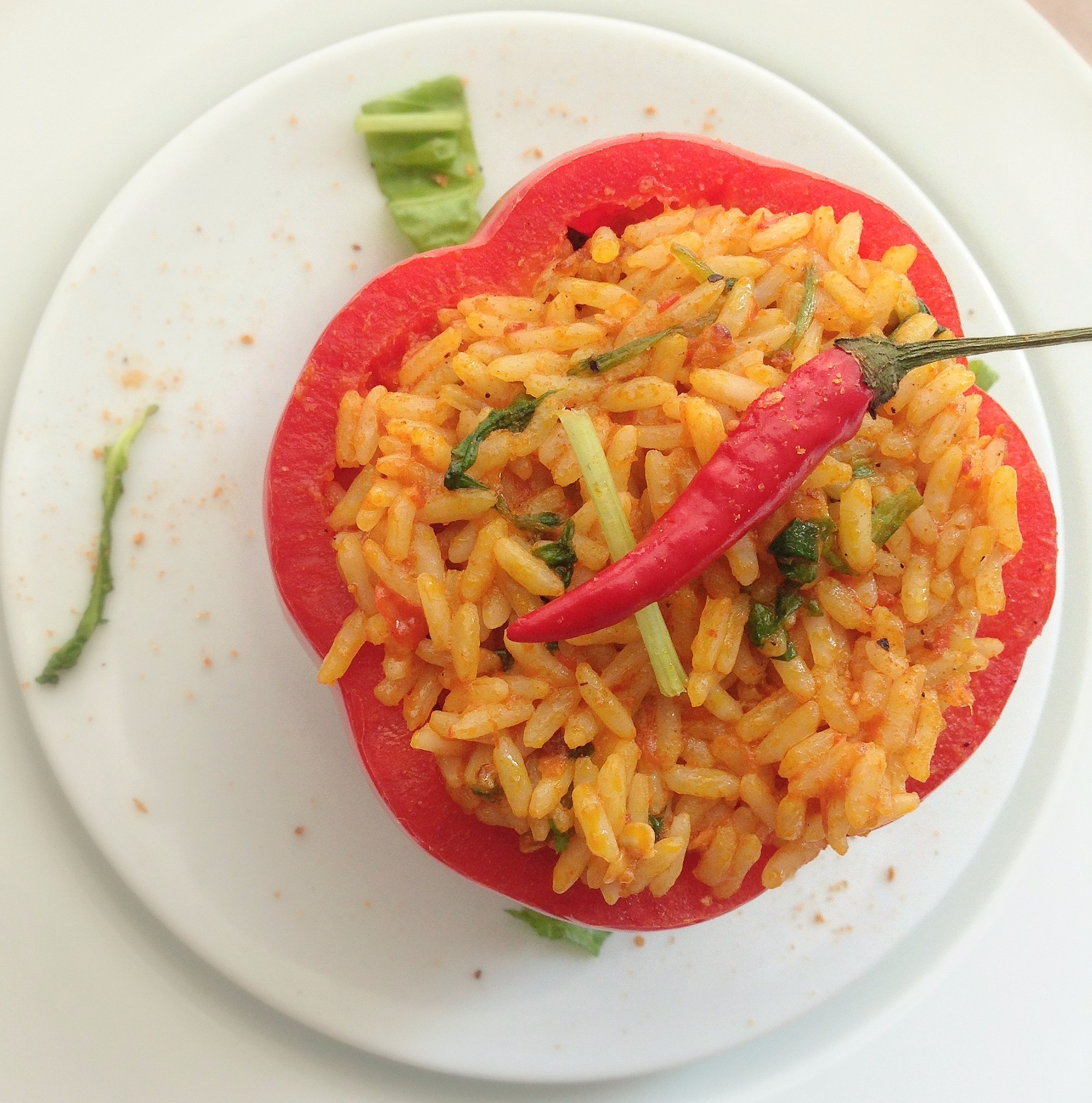
Cơm địa phương

## Biến thể liên quan
Một số vùng còn có biến thể liên quan:
- Cơm jollof hay cơm tiệc thường được nấu ngoài trời trên lửa củi, điều này mang lại hương vị khói và phần cháy giòn tương tự như tahdig hoặc socarrat.[17][18]
- Cơm địa phương sử dụng dầu cọ đỏ và cá khô hun khói và được nêm với hạt uziza và/hoặc lá thơm,[18] (lần lượt được gọi là nchuanwu, arimu và ahuji trong tiếng Igbo; ntong trong Efik-Ibibio; effirin trong tiếng Yoruba, añyeba trong tiếng Igala, aramogbo trong tiếng Edo; v.v.), thỉnh thoảng rắc thêm lá olili (bạc hà địa phương). Gạo pha chế là một thuật ngữ có thể đề cập đến phiên bản này hoặc phiên bản 'thân thiện về mặt kinh tế' của loại gạo này hoặc gạo jollof thông thường nhưng ở phiên bản sau cũng có màu đỏ của dầu cọ (hoặc dầu đậu phộng) thường được sử dụng để nấu hơn là dầu thực vật.